# Сільмаш (Харків)
«Сільма́ш» — радянський футбольний клуб з Харкова (УРСР). Виступав у чемпіонатах СРСР 1936 (осінь), 1937—1940, 1946 років, у Кубках СРСР 1936—1939.
До 1936 року команда називалася «Се́рп і Мо́лот».
В сезоні-38 виступав у групі «А». В тому чемпіонаті його кольори захищали:
воротарі: Анатолій Стеценко, Борис Фоменко;
захисники: Андрій Башкарьов, Микола Задніпровський, Микола Педоренко, Микола Стешенко;
півзахисники: Сергій Копейко, Олександр Тимченко, Михайло Львов, Віктор Рогозянський, Георгій Топорков;
нападники: Федір Лук'яненко, Павло Грабарєв, Анатолій Горохов, Федір Моргунов, Іван Голубов, Михайло Лучко, Володимир Прасолов, Петро Володимиров, Володимир Іванов.
Очолював «Сільмаш» Іван Натаров.